# Macrolobium exfoliatum
Macrolobium exfoliatum är en ärtväxtart som beskrevs av John Macqueen Cowan. Macrolobium exfoliatum ingår i släktet Macrolobium och familjen ärtväxter. Inga underarter finns listade i Catalogue of Life.